# Buzin-Failon
Buzin-Failon is een voormalige gemeente in de Belgische provincie Namen. De gemeente bestond uit de plaatsjes Buzin en Failon, zo'n twee kilometer van elkaar verwijderd. Buzin ligt in het noorden, Failon in het zuiden.

## Geschiedenis
Na het ancien régime werd Buzin-Failon een gemeente. In 1813 werd de gemeente opgeheven en een deel van Barvaux-Condroz, tot 1822 nog Buzin genoemd. Buzin werd in die periode overgeheveld naar Verlée, vroeger Chantraine. Bij de gemeentelijke fusies van 1977 werden Barvaux-Condroz en Verlée deelgemeenten van Havelange, waardoor Buzin en Failon weer in dezelfde gemeente kwamen te liggen.